# Gustaf Edgren (jurist)

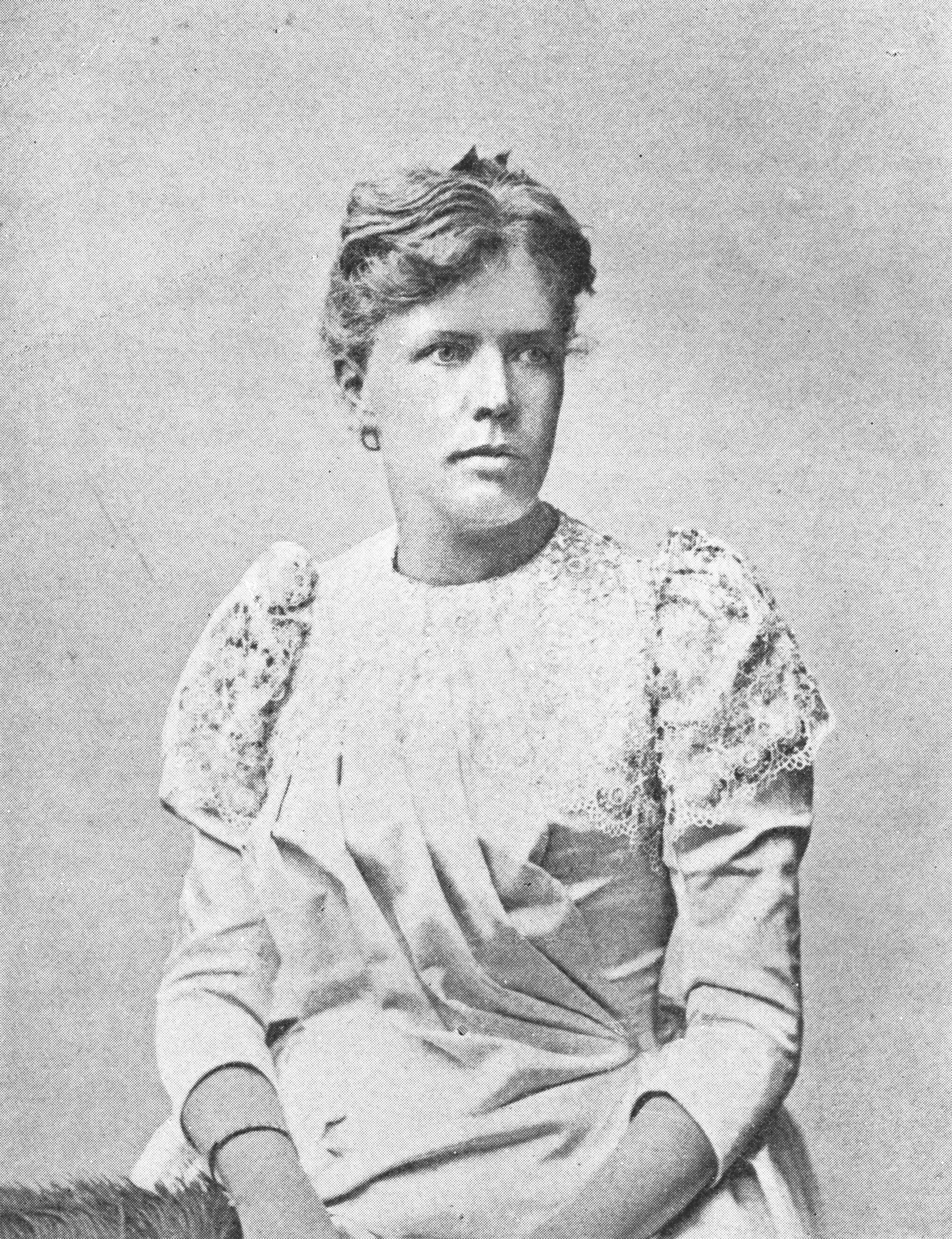
Anne Charlotte Leffler, Edgrens maka 1872–1889

Gustaf Elias Edgren, född 27 juni 1837 i Skövde, död 9 augusti 1903 i Stockholm, var en svensk jurist.
Edgren var son till regementsläkaren Per Adolf Edgren och Sofia Ulrika, född Grenander. Gustaf Edgren studerade vid Skara högre allmänna läroverk mellan 1849 och 1853. Han inledde studier i Uppsala 1854 och avlade filosofie kandindatexamen i juridik 1858 och hovrättsexamen 1862. 1865 blev han vice häradshövding i Stockholm och var mellan åren 1881 och 1902 sekreterare i överståthållarämbetet.
Mellan 1872 och 1889 var han gift med författaren Anne Charlotte Leffler. Paret träffades under 1860-talet och den 3 maj 1870 friade Edgren. Giftermålet ägde rum 16 november 1872 i parets våning på Mosebacke torg. Äktenskapet kom att bli barnlöst och efter år av äktenskaplig disharmoni skilde sig paret 1889 sedan Leffler träffat den italienske matematikern Pasquale del Pezzo, som kom att bli hennes andra make. Edgren var emot Lefflers yrkesval och kom att verka hämmande på hennes författarskap. Med tiden kom han dock att finns sig i hennes självständighet.
Edgren finns porträtterad i filmen Berget på månens baksida (1983) där han spelas av Ingvar Hirdwall.